# Niáng Dào
Niáng Dào (em chinês:  娘道, em inglês:  Mother's Life) é uma série de televisão chinesa realizada por Guo Jingyu, e protagonizada por Yue Lina, Liu Zhiyang, Yu Yi, e Zhang Shaohua, tendo setenta e seis episódios com duração de quarenta e cinco minutos.

## Enredo
A protagonista Liu Yingniang (柳瑛娘) que vive em Xanxim, é atacada pelos moradores da sua comunidade, que tentam sacrificá-la durante uma cerimónia para um deus-dragão/ deus do rio, mas ela sobrevive. Liu então casa-se com um homem rico, mas é rejeitada pelos membros da família porque ela não conseguiu dar à luz um menino, e sim apenas a três meninas. O seu marido é morto pelo seu inimigo, e ao longo da história ela perde o contacto com as três filhas e descobre que o seu novo marido é viciado em ópio.

## Produção e distribuição
A rodagem foi realizada em Pequim, foram utilizados um total de quinze palcos sonoros, e a duração das filmagens para a primeira temporada foi de dez meses.
De acordo com Guo, uma estação televisiva solicitou recursos financeiros adicionais para que a série conseguisse elevados índices de audiência. A série foi transmitida na Beijing Satellite TV entre 5 de setembro de 15 outubro de 2018.

## Receção
De acordo com o sítio kuyun.com, Niáng Dào foi a série mais vista da televisão chinesa em outubro de 2018. Mandy Zuo do jornal hong-konguês South China Morning Post escreveu que em outubro a série "obteve altos índices de audiência".
A série recebeu críticas negativas por parte de grupos feministas. No jornal The China Women’s News da Federação Nacional das Mulheres da China, foi escrito que a série não tinha críticas de como a sua obediência em relação à ideia da "'moralidade de ser mãe'", que foi caracterizada como "ignorante e rígida", tornou-a popular com as personagens masculinas; o jornal publicou que a série tornou este conceito "virtuoso e extraordinário", significando que "é visível o modo de como ela descreve as coisas podres como pétalas frescas." A escritora feminista de Cantão, Hou Hongbin, escreveu que Yingniang acreditava ser uma pessoa inferior e "havia encontrado outro lugar para ajoelhar-se", mesmo depois de escapar da calamidade.
Guo declarou no jornal Liuzhou Evening News que estava apenas tentando representar a cultura da época e não glorificá-la.
A série foi avaliada por dezasseis mil pessoas no sítio Douban, tendo uma classificação de 2.7 de 10. O investigador Lu Peng da Academia das Ciências Sociais de Xangai atribuiu que a baixa classificação da série no Douban foi realizada por telespetadores jovens.